# Genteng Kulon
Genteng Kulon is een bestuurslaag in het regentschap Banyuwangi van de provincie Oost-Java, Indonesië. Genteng Kulon telt 19.266 inwoners (volkstelling 2010).